# Virtuella skrivbord

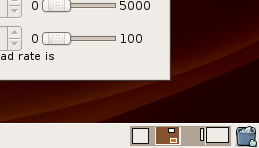
Växlare för virtuella skrivbord i nedre högra hörnet. Man kan se fönster öppna i alla vyerna, växla mellan skrivbord och flytta program mellan dem.

Virtuella skrivbord är en funktion som återfinns i vissa skrivbordsmiljöer där systemet håller reda på flera skrivbord (ibland kallade arbetsytor), vart och ett med sin egen uppsättning öppna program och fönster. Användaren kan enkelt växla mellan de olika skrivborden och även flytta program mellan dessa. Virtuella skrivbord är bara ett sätt att enklare dela upp och hålla reda på öppna fönster, programmen körs fortfarande som vanligt och är aktiva även när vyn är dold. 
Virtuella skrivbord gör det möjligt att dela upp program i arbetsuppgifter eller att lägga vissa program i bakgrunden utan att de stör. Vanligtvis syns inte program på ett annat skrivbord i aktivitetsfältet, men det brukar gå att ställa in detta om man vill se alla öppna program; i detta fall växlar systemet skrivbord automatiskt om man väljer ett dolt program.
Principen för virtuella skrivbord utarbetades vid Xerox forskningscenter PARC (då kallades den "rooms", rum), och presenterades för en större mängd användare när den implementerades i swm, en fönsterhanterare för X år 1989. År 1993 introducerades Common Desktop Environment där virtuella skrivbord ingår, och sedan dess har virtuella skrivbord varit vanligt i Unixmiljö. De flesta moderna skrivbordsmiljöer som kör X, som GNOME, KDE och Xfce har denna funktionalitet. Vissa program, som bildbehandlingsprogrammet GIMP som i första hand utvecklats för dessa miljöer förutsätter delvis stöd för detta eller kommer åtminstone inte till sin fulla rätt när stödet saknas. I Mac os X 10.5 Leopard finns det stöd för virtuella skrivbord vid namn spaces. Det finns även tredjeparts-program för Windows som försöker skapa virtuella skrivbord, men det har visat sig vara i stort sett omöjligt att göra bra på grund av att program och gränssnitt i Windows förutsätter att det bara finns ett enda skrivbord.

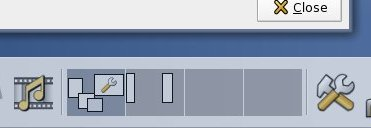
Växlare för virtuella skrivbord under Xfce.